# Aeshna meruensis
Aeshna meruensis är en trollsländeart som beskrevs av Sjöstedt 1909. Aeshna meruensis ingår i släktet mosaiktrollsländor, och familjen mosaiktrollsländor. Inga underarter finns listade i Catalogue of Life.